# Гвасюгинское сельское поселение
Гвасюгинское сельское поселение — муниципальное образование в районе имени Лазо Хабаровского края Российской Федерации.
Административный центр — село Гвасюги.

## История
Образовано 1 января 2017 года путём объединения сельских поселений «Село Гвасюги» и «Посёлок Среднехорский».

## Население
| 2017 | 2018 | 2019 | 2020 | 2021 |
| ---- | ---- | ---- | ---- | ---- |
| 441  | ↘430 | ↗437 | ↘433 | ↘367 |

## Населённые пункты
В состав поселения входят 2 населённых пункта:
| № | Населённый пункт | Тип     | Население |
| - | ---------------- | ------- | --------- |
| 1 | Гвасюги          | село    | ↘211      |
| 2 | Среднехорский    | посёлок | ↘156      |